# Схерпензел (Фрисландія)
Схерпензел (нід. Scherpenzeel) — село в нідерландській провінції Фрисландія. Входить до муніципалітету Вестстеллінгверф.
Його площа становить 4,31км², а населення станом на 2021 рік складало 450 осіб.
Перша згадка про населений пункт датується 1245 роком.